# 卡洛林藝術
卡洛林藝術是法兰克王国在大約從780年到900年的120年間，在查理曼及其直系繼承人的統治時期的艺术风格，通常以卡洛林文藝復興而为人所知。這是第一次北歐國王資助古典地中海羅馬藝術形式，混雜著古典日爾曼形式，形成全新的創新形式。